# Aeroporto Internacional de Nauru

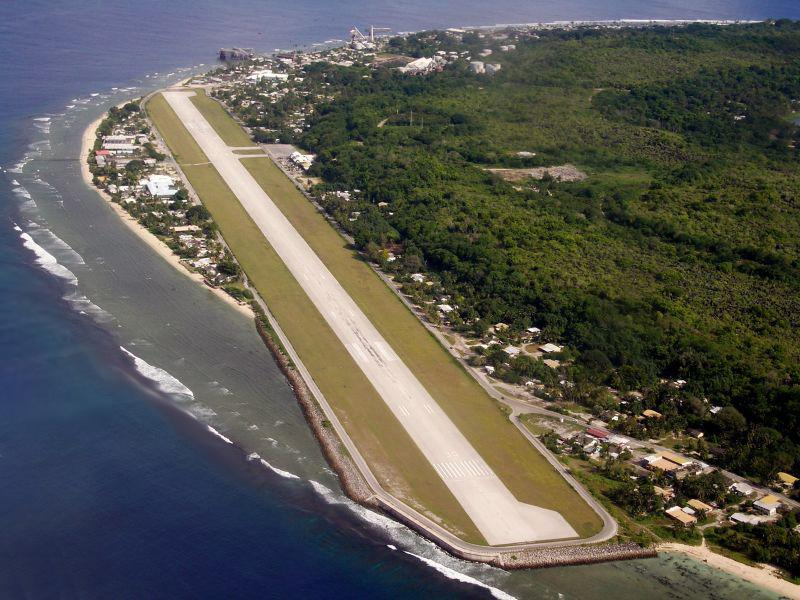

O Aeroporto Internacional de Nauru é um aeroporto localizado no Oceano Pacífico na República de Nauru. Ele está localizado no distrito de Iarém, ao sul do país.
Em [2005, ele foi fechado quando a Air Nauru, única empresa de transporte aéreo do país, cessou a operação para o avião 737-400 que fazia curtos voos para Melbourne, na Austrália.
Suas operações foram retomadas em 2006 quando a Air Nauru (agora Our Airline) começou operações aéreas com o novo 737-300.